# Sylvain Guillaume
Sylvain Guillaume (* 6. Juli 1968 in Champagnole) ist ein ehemaliger französischer Nordischer Kombinierer.

## Werdegang
Guillaume, der für den Skiclub Douanes startete, gab sein internationales Debüt im Weltcup der Nordischen Kombination am 25. März 1988 in Rovaniemi. Im Gundersen Einzel erreichte er als 12. auf Anhieb seine ersten vier Weltcup-Punkte, die ihn auf den 31. Platz der Weltcup-Gesamtwertung der Saison 1987/88 platzierten. Auch zu Beginn der Saison 1988/89 in Saalfelden am Steinernen Meer erreichte er als 11. eine gute Platzierung, bevor er als 10. im März 1989 in Oslo seine erste Top-10-Platzierung errang. Drei Wochen später verpasste er als Vierter in Thunder Bay sein erstes Weltcup-Podium knapp und wurde am Ende 19. der Weltcup-Gesamtwertung.
Auch in der folgenden Saison trat Guillaume wieder bei drei Weltcups in Saalfelden, Štrbské Pleso und Lahti an und gewann insgesamt sieben Weltcup-Punkte, womit er erneut in der Weltcup-Gesamtwertung einen guten 22. Platz erreichte. In der Weltcup-Saison 1990/91 startete er nur in Oslo und konnte deshalb nur einen Punkt für die Weltcup-Gesamtwertung gewinnen. Parallel startete er im B-Weltcup und erreichte dabei mit 14 Punkten Rang 23 der Gesamtwertung.
Im Januar 1992 kam er in Murau zurück in den Weltcup-Kader und verpasste als Vierter erneut ein Podium nur knapp. Bei den Olympischen Winterspielen 1992 in Albertville gewann Guillaume hinter seinem Landsmann Fabrice Guy und vor dem Österreicher Klaus Sulzenbacher die Silbermedaille im Einzel. Gemeinsam mit Francis Repellin und Fabrice Guy verpasste er im Teamwettbewerb als Vierter nur knapp die Medaillenränge. Zehn Tage nach den Spielen wurde er im Gundersen-Einzel über 15 km in Lahti Neunter. Zum Saisonende stand er als Dritter in Oslo erstmals in einem Weltcup auf dem Podium. In der Saison-Gesamtwertung erreichte er mit 42 Punkten als Siebenter erstmals eine Platzierung unter den besten zehn.
Zu Beginn der Saison 1992/93 wurde Guillaume 11. in Courchevel, bevor er erneut in den B-Weltcup wechselte. Dort konnte er zum Saisonende in Hinterzarten Platz zwei erreichen und in Chaux-Neuve eine Woche später seinen ersten Wettbewerb gewinnen. Ab Dezember 1993 gehörte er wieder zum Weltcup-Kader und konnte sich mit dem achten Platz in St. Moritz wieder unter die besten zehn kämpfen. Bei den Olympischen Winterspielen 1994 in Lillehammer konnte er nach einem neunten Platz im Einzel mit der Mannschaft Rang sechs im Teamwettbewerb.
Nach einer längeren Wettkampfpause kam Guillaume im Januar 1995 in Schwarzach im Pongau zurück in den B-Weltcup und stand als Zweiter auf Anhieb wieder auf dem Podium. Einen Monat später startete er in Falun, Oslo und Bad Goisern am Hallstättersee wieder im Weltcup, verpasste aber mit eher mittelmäßigen Platzierungen, die ihm zwar Punkte aber keine Top-Platzierung einbrachten, den erneuten Sprung in die Weltspitze. Überraschend konnte er im März bei der Nordischen Skiweltmeisterschaft 1995 in Thunder Bay hinter dem Norweger Fred Børre Lundberg und dem Finnen Jari Mantila die Bronzemedaille im Einzel gewinnen.
Zu Beginn der Weltcup-Saison 1995/96 in St. Moritz und Schonach im Schwarzwald konnte er erneut Punkte gewinnen, bevor ihm in Liberec sein erster Weltcup-Sieg der Karriere gelang. Auch in Seefeld in Tirol stand er als Zweiter erneut auf dem Podium. Nach weiteren Top-10-Platzierungen erreichte er mit 799 Punkten am Ende der Saison als Sechster seine beste Position in der Gesamtwertung seit Beginn seiner Karriere.
Auch in die Saison 1996/97 startete er als Zehnter in Rovaniemi und 15. in Hakuba, konnte aber trotz Leistungssteigerungen in den folgenden Weltcups nicht an die Leistungen der Vorsaison anknüpfen. Am Ende reichte es nur zu Rang 21. der Gesamtwertung. Im Januar 1998 kam er mit einem zweiten Platz in Schonach im Schwarzwald zurück in die Weltspitze. Bei den Olympischen Winterspielen 1998 in Nagano gewann er gemeinsam mit Nicolas Bal, Ludovic Roux und Fabrice Guy im Teamwettbewerb die Bronzemedaille. Im Einzel reichte es wie bereits 1994 nur zu Rang neun. Nachdem Guillaume beim Sprint in Oslo am Saisonende noch einmal den zweiten Platz erreichte, wiederholte er das Ergebnis aus der Saison 1995/96 und wurde erneut Sechster der Gesamtwertung.
In die Saison 1998/99 startete Guillaume erst im Januar 1999 mit einem 14. Platz im Einzel von Liberec und einem 12. Platz im Sprint von St. Moritz. Kurz darauf startete er bei der Nordischen Skiweltmeisterschaft 1999 in Ramsau am Dachstein. Nach einem neunten Platz im Einzel verpasste er als Vierter mit der Mannschaft eine Medaille im Teamwettbewerb. Im Sprint reichte es für Guillaume nur zu Rang 28. Nachdem er auch in Lahti keine vordere Platzierung mehr erringen konnte, beendete er die Saison auf dem 30. Platz der Gesamtwertung.
Nachdem Guillaume zu Beginn der Weltcup-Saison 1999/00 in Vuokatti, Steamboat Springs und Oberwiesenthal deutlich Weltcup-Punkte gewann, verpasste er in Reit im Winkl erstmals seit Jahren wieder die Punkteränge. Auch in Schonach, im Val di Fiemme und in Breitenwang verpasste er die Weltcup-Punkte deutlich. Obwohl er in Liberec als 29. wieder Punkte gewinnen konnte, konnte er seine Leistungen nicht mehr konstant halten und landete auch meist nur auf mittleren Plätzen. Am Ende reichte es für ihn nur zu Rang 35 der Gesamtwertung. Auch zum Start der Weltcup-Saison 2000/01 konnte er nicht mehr an alte Leistungen anknüpfen und wechselte im Januar 2001 daraufhin erneut in den B-Weltcup. Hier konnte Guillaume im Val di Fiemme, in Klingenthal sowie in Liberec als jeweils Zweiter das Podium erreichen. Zurück im Weltcup im Februar 2001 wurde er in Liberec Neunter.
Bei der Nordischen Skiweltmeisterschaft 2001 in Lahti enttäuschte Guillaume mit Rang 39 im Einzel und Rang 31 im Sprint. Auch mit der Mannschaft konnte er nur Rang neun erreichen. Bis zum Saisonende gelang es ihm nur in Sapporo die Punkteränge zu erreichen und kam so wie im Vorjahr nicht über den 35. Platz der Gesamtwertung hinaus. Zu Beginn der Weltcup-Saison 2000/01 verpasste er wieder deutlich die Punkteränge, bevor er im Januar 2002 erneut im B-Weltcup startete, jedoch auch hier nicht mehr zu alter Form wiederfand. Am 19. Januar 2002 bestritt er in Saalfelden sein letztes internationales Rennen und beendete im Anschluss daran seine internationale Karriere. Auf nationaler Ebene hatte Guillaume insgesamt fünf französische Meistertitel gewonnen.
Seit 1999 ist Guillaume Vorsitzender des Vereins La Sapaudia, einem Verein, der Sportler mit Behinderung zusammenbringt. Zudem engagiert er sich im Bereich der Blut- und Knochenmarkspende.

## Erfolge

### Weltcup-Siege im Einzel
| Nr. | Datum           | Ort     | Disziplin             |
| --- | --------------- | ------- | --------------------- |
| 1.  | 20. Januar 1996 | Liberec | Gundersen Großschanze |

### B-Weltcup-Siege im Einzel
| Nr. | Datum         | Ort         | Disziplin               |
| --- | ------------- | ----------- | ----------------------- |
| 1.  | 14. März 1993 | Chaux-Neuve | Gundersen Normalschanze |

## Statistik

### Platzierungen bei Olympischen Winterspielen
| Jahr und Ort     | Wettbewerb   | Wettbewerb |
| Jahr und Ort     | Gundersen NH | Team       |
| ---------------- | ------------ | ---------- |
| 1992 Albertville | 02.          | 04.        |
| 1994 Lillehammer | –            | 06.        |
| 1998 Nagano      | –            | 03.        |

### Platzierungen bei Weltmeisterschaften
| Jahr und Ort     | Wettbewerb   | Wettbewerb | Wettbewerb |
| Jahr und Ort     | Gundersen NS | Sprint GS  | Team       |
| ---------------- | ------------ | ---------- | ---------- |
| 1995 Thunder Bay | 03.          | –          | –          |
| 1999 Ramsau      | 09.          | 28.        | 04.        |
| 2001 Lahti       | 39.          | 31.        | 09.        |

### Weltcup-Platzierungen
| Saison  | Platz | Punkte |
| ------- | ----- | ------ |
| 1987/88 | 31.   | 004    |
| 1988/89 | 19.   | 023    |
| 1989/90 | 22.   | 007    |
| 1990/91 | 35.   | 001    |
| 1991/92 | 07.   | 042    |
| 1992/93 | 31.   | 005    |
| 1993/94 | 19.   | 215    |
| 1994/95 | 23.   | 229    |
| 1995/96 | 06.   | 799    |
| 1996/97 | 21.   | 381    |
| 1997/98 | 06.   | 686    |
| 1998/99 | 30.   | 315    |
| 1999/00 | 35.   | 295    |
| 2000/01 | 35.   | 246    |